# Louis-Marie de La Révellière-Lépeaux

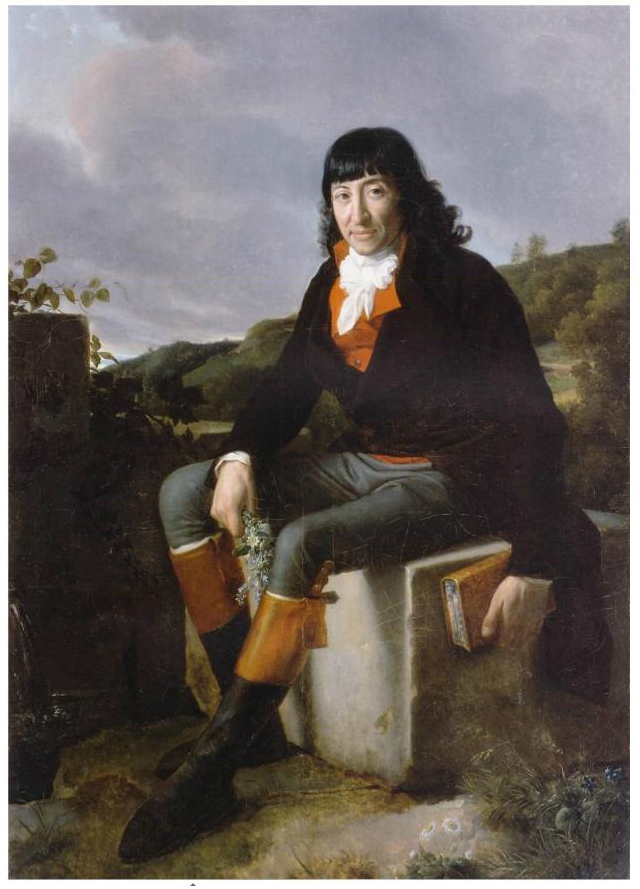
Portret door François Gérard (1798)

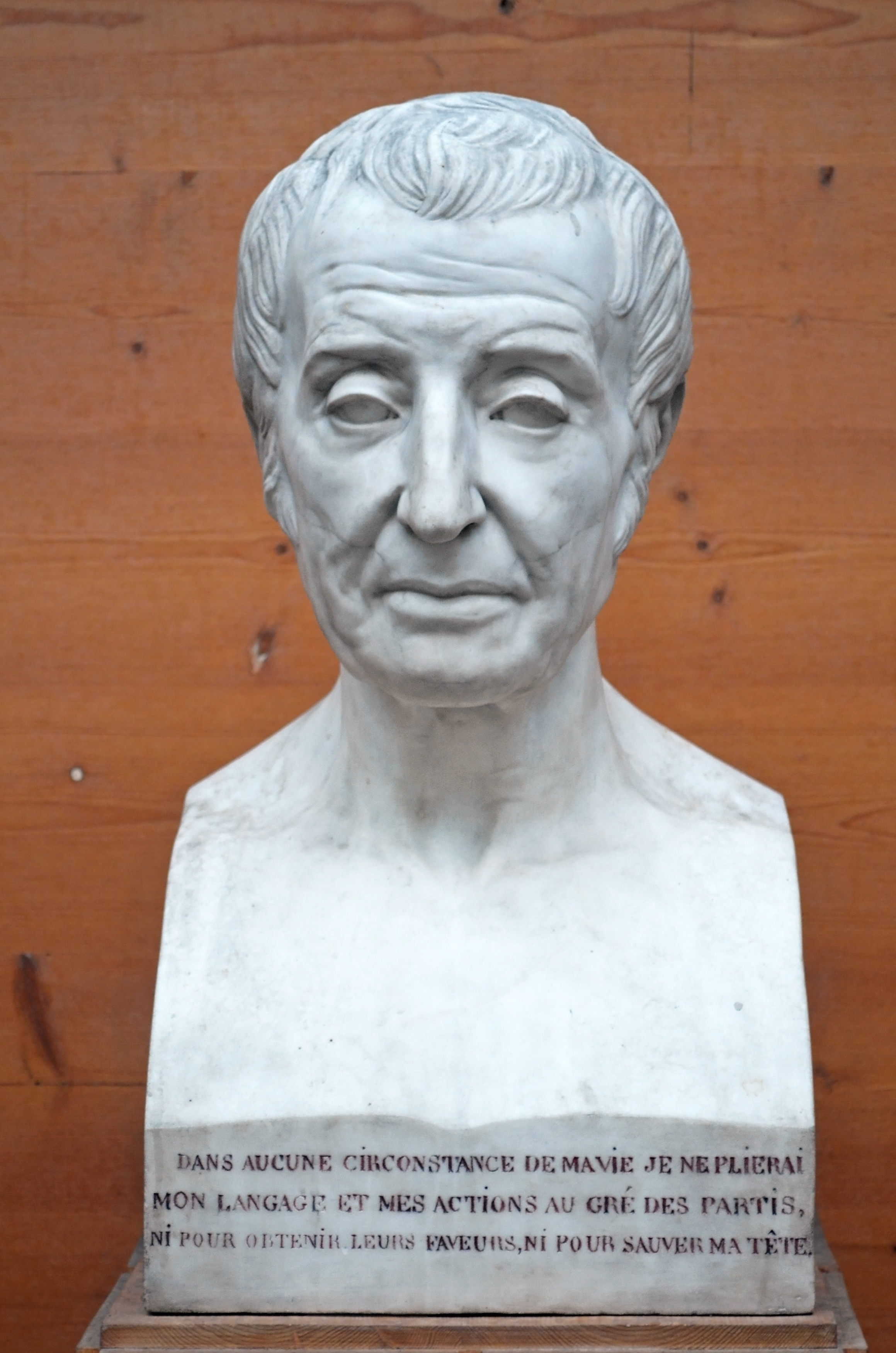
Buste door David d'Angers

Louis-Marie de La Révellière-Lépeaux (Montaigu, 24 augustus 1753 – Parijs, 24 maart 1824) was een Frans politicus en rechtsgeleerde. Tijdens de Franse Revolutie was hij lid van de Nationale Conventie en van het Directoire.

## Leven
Hij was afkomstig uit Anjou. Zijn vader was een edelman genaamd Jean-Baptiste de La Revellière en zelf stond hij bekend als Monsieur de Lépeaux, naar een klein landgoed van de familie. Een leraar-priester die kwistig was met stokslagen, liet hem achter met een bochel en een afkeer van het katholicisme. Hij studeerde rechten in Angers en Parijs, waar hij in 1775 werd toegelaten tot de balie bij het Parlement. Al na drie jaar keerde hij terug naar Anjou, waar hij zich toelegde op botanie. Hij trouwde in 1781 en ging wonen op een wijngaard in Faye-d'Anjou. In 1789 kreeg hij de leiding over de Jardin des plantes van Angers. 
In dat revolutiejaar maakte La Révellière de cahiers de doléances op voor de derde stand van Angers, die hem vervolgens afgevaardigde naar de Staten-Generaal. Hij eiste er dat de provincies totaal gelijk zouden zijn voor de belastingwet en was op zijn hoede voor de manoeuvers van minister Jacques Necker. In de Nationale Grondwetgevende Vergadering was hij een van de eersten die de afzetting van koning Lodewijk XVI vroeg, inziend dat de constitutionele monarchie na de Vlucht naar Varennes niet meer levensvatbaar was. Tegelijk stapte hij over van de Jakobijnenclub naar de Feuillants. Aan het einde van de zittingsperiode steunde hij het voorstel van Robespierre dat de grondwetgevers niet herverkiesbaar zouden zijn voor de Wetgevende Vergadering. 
Opnieuw keerde La Révellière terug naar Angers, waar hij zetelde in de raad van Maine-et-Loire en te maken kreeg met de eerste opstanden in de Vendée. Ook vervulde hij een openbaar ambt in Orléans. De wetgevende verkiezingen van 1792 brachten hem in de Nationale Conventie. Hij leunde er aan bij de girondijnen en de Plaine. Hij stemde voor het in beschuldiging stellen van Marat, maar toonde zich ook een voorstander van de executie van de koning. De afzetting van de girondijnen verontwaardigde hem in die mate dat hij weigerde nog te zetelen. Hij behoorde tot het zeventigtal gematigden die door Robespierre in bescherming werden genomen tegen meer radicale montagnards. Hij leefde ondergedoken en nam op 13 augustus 1793 ontslag.
Na de Thermidoriaanse Reactie maakte La Révellière in maart 1795 zijn grote terugkeer in de Conventie. Hij werd gekozen tot voorzitter ervan (19 juli-3 augustus) en kort daarna benoemd in het Comité de salut public. Als lid van de Commissie van Elf stelde hij mee de grondwet van 1795 op. Het resultaat was hem op het lijf geschreven: een Directoire dat een middenkoers zou varen en zowel de monarchisten als de linkse republikeinen op afstand zou houden. De gestuurde verkiezingen voor het Wetgevend Lichaam brachten hem in de Raad van Ouden, waarvan hij eveneens kortstondig voorzitter werd. Met grote meerderheid werd La Révellière door het Corps législatif als eerste verkozen in het vijfkoppige Directoire, dat op 1 november 1795 aantrad.
Als Directeur hield La Révellière zich vooral bezig met religieuze en culturele aangelegenheden. Hij werkte mee aan het herschrijven van de civiele grondwet voor de clerus, de oprichting van het Institut de France, de verspreiding van de theofilanthropie (een mengsel van deïsme en altruïsme) en de decadencultus. Zijn antiklerikalisme ging zover dat hij het einde van het pausdom voorstelde. Met zijn collega-directeurs Reubell en Barras deelde hij een gematigd republicanisme en vormde hij een verstandhouding om concurrentie ter linker en ter rechter zijde met alle middelen buiten de deur te houden. Een van hun tegenstanders was Lazare Carnot. La Révellière droeg in 1797-1798 beduidend bij aan de staatsgrepen van 18 fructidor en 22 floréal. Ook de creatie van satellietstaten kon op zijn steun rekenen.
Het ontslag van Reubell en de komst van Sieyes verzwakte in 1799 de positie van La Révellière. Kort na het wippen van Treilhard dwong de staatsgreep van 30 prairial hem en Merlin tot ontslag. Anders dan velen ging de overtuigde republikein La Révellière niet in op voorstellen van Napoleon Bonaparte. Hij trok zich terug in Andilly, stopte volledig met politiek en weigerde in 1804 de eed van trouw aan de keizer af te leggen, wat hem zijn positie aan het Institut de France kostte. Omdat hij zich in 1815 tegen de terugkeer van keizer Napoleon kantte, was hij een van de zeldzame "koningsmoordenaars" die onder de Restauratie niet werden verbannen. Hij eindigde zijn leven in Parijs, geen geheim makend van zijn oppositie tegen koning Lodewijk XVIII.

## Publicaties
Enkele geschriften van La Revellière zijn gepubliceerd, waaronder zijn driedelige memoires:
- Arrêtés du Directoire exécutif, concernant les militaires employés dans l'intérieur. A Paris: De l'Imprimerie du Dépôt des lois, 1796
- Arrêté du Directoire exécutif, concernant l'application à faire des lois sur les émigrés, aux habitans des départemens réunis qui ont passé en pays étranger pendant le cours de l'an II, et ne sont pas rentrés dans les trois mois de la publication de la loi du 9 vendémiaire, an IV. A Paris: De l'Imprimerie du Dépôt des lois, 1796
- Réflexions sur le Culte, sur les Cérémonies civiles et sur les Fêtes Nationales, 1797
- Réponses de L.M. Révellière-Lépeaux, aux dénonciations portées au Corps Législatif contre lui et ses anciens collègues, 1799
- Notice du patois vendéen. Précédée d'une biographie de l'auteur, 1867
- Mémoires de La Revellière-Lépeaux. Membre du Directoire executif de la République Française et de l'Institut national. Tome premier; Tome dieuxième; Tome troisième, publiés par son fils. Paris: Libraire Plon. 1895

## Voetnoten
1. ↑  Amy Freund, Portraiture and Politics in Revolutionary France, 2015, p. 160-170

- Bibliothèque nationale de France: cb12097693g (data)
- CiNii: DA15306591
- Gemeinsame Normdatei: 100319785
- International Standard Name Identifier: 0000 0000 8086 2356
- Library of Congress Control Number: no90005007
- Nationale bibliotheek van Australië: 36579454
- Nederlandse Thesaurus van Auteursnamen: 141652543
- SNAC: w6t15f4p
- Système universitaire de documentation: 029326648
- Trove: 1303651
- Virtual International Authority File: 7419045
- WorldCat: E39PBJr7Yt6tdBffdjVmvwmjmd